# 西村種礼
西村 種礼（にしむら たねのり、1869年11月13日（明治2年10月10日） - 1932年（昭和7年）1月25日）は、日本の政治家。衆議院議員（1期）。

## 経歴
鹿児島県の阿久根出身。阿久根村長白浜貫以は兄。陸軍士官学校に入るが、眼病のため転学し、慶應義塾で学ぶ。事情により慶応義塾も中退し、阿久根へ帰郷して学務委員となる。農業と漁業を営む。兄貫以の後をうけ阿久根村長に就任。その後鹿児島県会議員、同参事会員、地方森林会議員となる。1908年鹿児島県会副議長。
1917年の第13回衆議院議員総選挙において鹿児島県郡部から立憲政友会公認で立候補してトップ当選する。衆議院議員を1期務め、1920年の第14回衆議院議員総選挙には立候補しなかった。その後は県の畜産組合長を十余年務め、1932年に出張先の東京で急死。